# Liste der geschützten Landschaftsbestandteile in Püttlingen
Die Liste der geschützten Landschaftsbestandteile in Püttlingen nennt die geschützten Landschaftsbestandteile in Püttlingen im Regionalverband Saarbrücken im Saarland. Geschützte Landschaftsbestandteile sind Elemente aus der Natur und Landschaft, die zur Erhaltung, Wiederherstellung und Entwicklung unter Schutz gestellt werden. Weitere Bedeutung haben sie als Habitate für bestimmte wild lebende Tier- und Pflanzenarten.

## Liste
| Bild | Bezeichnung                                                                 | Ort                    | Beschreibung                                                                                | Fläche (ha) | Koord.                          | Kennung alte Kennung               |
| ---- | --------------------------------------------------------------------------- | ---------------------- | ------------------------------------------------------------------------------------------- | ----------- | ------------------------------- | ---------------------------------- |
|      | Baumgruppe (Erlen, Weiden, Pappeln, Eschen)                                 | Püttlingen             | Im Mühlengrund                                                                              |             | 49° 16′ 57,7″ N, 6° 52′ 50,9″ O | GLB-050-RVS-PUE D 5.02.025 GLB     |
|      | Vogelschutzhecke                                                            | Püttlingen             | westliche Seite der Etzenhofer Straße; Gemeindegrenze Püttlingen - Riegelsberg              |             | 49° 18′ 48,6″ N, 6° 55′ 44″ O   | GLB-051-RVS-PUE D 5.02.036 a,b GLB |
|      | Hang- und Bahndammbewuchs am Bahnhof Etzenhofen- "Am Mühlenberg", Kühlberg  | Püttlingen             | dichte, reich strukturierte Gehölzbestände an den Hängen des Einschnitts                    | 3,1         | 49° 18′ 33,1″ N, 6° 54′ 11,9″ O | GLB-052-RVS-PUE 5.02.38            |
|      | Kilsbornwiese                                                               | Püttlingen             | Feucht- und Nasswiesen als Lebensraum für Vögel, Amphibien und Schmetterlinge               | 3,95        | 49° 17′ 32,6″ N, 6° 52′ 0,5″ O  | GLB-053-RVS-PUE 5.02.39            |
|      | Hohlweg am Ettgentaler Wald                                                 | Püttlingen             | Restbestandteil eines historischen Wegenetzes                                               | 0,2         | 49° 17′ 40,6″ N, 6° 52′ 25″ O   | GLB-054-RVS-PUE 5.02.40            |
|      | Gehölzgruppen zwischen Amels- und Kohlenberg bei Rittenhofen                | Püttlingen             | Gehölz- und Baumgruppen inmitten der landwirtschaftlich genutzten Fläche                    | 1,7         | 49° 18′ 11,5″ N, 6° 52′ 53″ O   | GLB-055-RVS-PUE 5.02.41            |
|      | Köllerbachaue: Neuwiesen, Kehl, Nächste Wiesen                              | Püttlingen             | Feucht- und Nasswiese als Lebensraum zahlreicher Tier- und Pflanzenarten                    | 10,8        | 49° 17′ 50,3″ N, 6° 53′ 37″ O   | GLB-056-RVS-PUE 5.02.42            |
|      | Engelfanger Bach, Schäferbusch Humes                                        | Püttlingen             | kleiner, dicht bewachsener Graben einschließlich einer Wiese inmitten der bebauten Ortslage | 4,7         | 49° 17′ 48,5″ N, 6° 54′ 31″ O   | GLB-057-RVS-PUE 5.02.44            |
|      | Bergehalde und Gelände des ehemaligen Aspen-Schachtes                       | Püttlingen             | guter Baumbestand sowie unterschiedliche Wuchsstandorte                                     | 2,15        | 49° 17′ 46″ N, 6° 54′ 46,8″ O   | GLB-058-RVS-PUE 5.02.45            |
|      | Kerbtälchen mit Wasserlauf in Engelfangen (Humes Oberwies/Engelfanger Bach) | Püttlingen Engelfangen | allseits von Bebauung eingeschlossenes Kerbtälchen                                          | 0,75        | 49° 17′ 39,5″ N, 6° 54′ 33,1″ O | GLB-059-RVS-PUE 5.02.46            |
|      | Rosskastanien am Sportplatz Jungenwald                                      | Püttlingen             | landschaftsbildprägende Baumreihe                                                           | 0,25        | 49° 16′ 55,6″ N, 6° 51′ 53,6″ O | GLB-060-RVS-PUE 5.02.47            |
|      | Brachfläche am Sommerberg                                                   | Püttlingen             | mit verschiedenen Gebüschen bestandene Brachfläche                                          | 0,4         | 49° 17′ 25,1″ N, 6° 53′ 58,6″ O | GLB-061-RVS-PUE 5.02.48            |
|      | 3 Rosskastanien                                                             | Püttlingen Kölln       | An der Martinskirche in Kölln.                                                              |             | 49° 18′ 9″ N, 6° 53′ 43,8″ O    | GLB-142-RVS-PUE D 5.02.005 GLB     |
|      | 1 Platane                                                                   | Püttlingen Köllerbach  | Am ehemaligen Bahnhof in Köllerbach.                                                        |             | 49° 18′ 4,7″ N, 6° 53′ 45,6″ O  | GLB-143-RVS-PUE D 5.02.006 GLB     |
|      | 1 Linde                                                                     | Püttlingen             | Stadtmitte vor dem Rathaus.                                                                 |             | 49° 17′ 13,9″ N, 6° 52′ 58,1″ O | GLB-144-RVS-PUE D 5.02.012 GLB     |
|      |                                                                             | Püttlingen             | Einzelbaum, vermutlich im Jahre 1999 gefällt                                                |             | 49° 17′ 17,2″ N, 6° 52′ 58,1″ O | GLB-145-RVS-PUE D 5.02.014 GLB     |
|      | 1 Rosskastanie                                                              | Püttlingen             | Kirche St. Sebastian, Verbindungstreppe Kirchgartenstraße.                                  |             | 49° 17′ 12,1″ N, 6° 52′ 44,8″ O | GLB-146-RVS-PUE D 5.02.016 GLB     |
|      | Lindenallee                                                                 | Püttlingen             | Dasbachstraße.                                                                              |             | 49° 17′ 8,2″ N, 6° 53′ 7,4″ O   | GLB-147-RVS-PUE D 5.02.020 GLB     |
|      | mehrere Altlinden einschließlich Neupflanzung von Bäumen                    | Püttlingen             | Friedhof I (Engelsfeld) Insgesamt 16 Bäume                                                  |             | 49° 16′ 40,1″ N, 6° 52′ 31,1″ O | GLB-148-RVS-PUE D 5.02.026 GLB     |
|      | mehrere Altlinden                                                           | Püttlingen             | Friedhof II (Ritterstraße)                                                                  |             | 49° 16′ 33,6″ N, 6° 52′ 45,8″ O | GLB-149-RVS-PUE D 5.02.029 GLB     |
|      | 5 Scheinzypressen                                                           | Püttlingen             | An der Kreuzkapelle                                                                         |             | 49° 16′ 32,5″ N, 6° 52′ 45,1″ O | GLB-150-RVS-PUE D 5.02.031 GLB     |
|      | 1 Rosskastanie                                                              | Püttlingen             | Kyllbergstraße.                                                                             |             | 49° 18′ 57,6″ N, 6° 54′ 4,7″ O  | GLB-151-RVS-PUE D 5.02.037 GLB     |
|      |                                                                             | Püttlingen             | Einzelbaum, vor 2008 gefällt                                                                |             | 49° 17′ 41,6″ N, 6° 53′ 56,4″ O | GLB-152-RVS-PUE D 5.02.043 GLB     |